# INRI

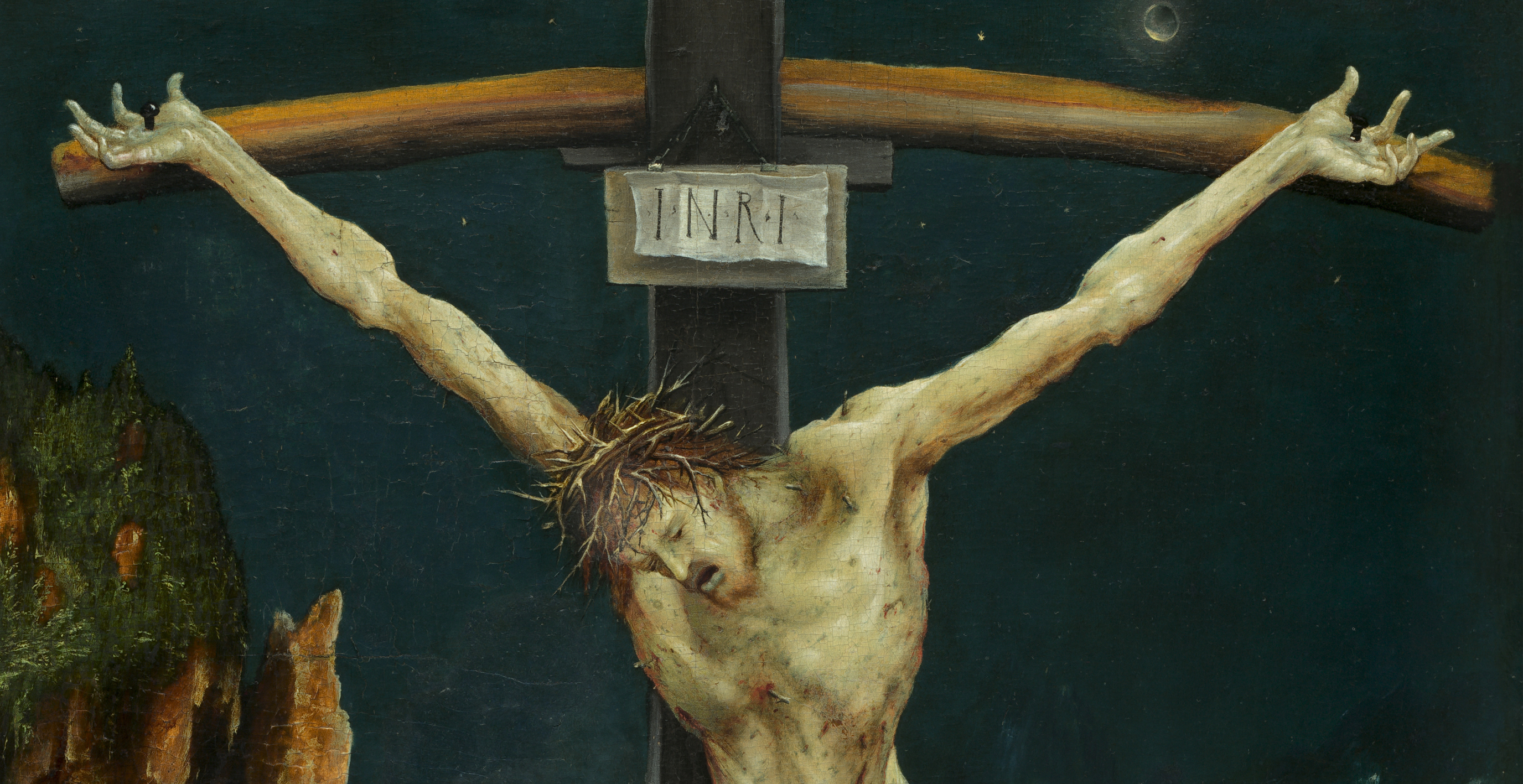
Fragment van een schilderij van Matthias Grünewald, circa 1510

De letters INRI vormen de beginletters van het Latijnse opschrift op het kruis van Jezus volgens Johannes 19:19: Iesus Nazarenus, Rex Iudaeorum (Jezus van Nazareth (of: "de Nazarener"), koning der Joden). Op veel afbeeldingen van de kruisiging en op crucifixen vindt men deze tekst boven het hoofd van de gekruisigde Christus.
Johannes vermeldt dat Pontius Pilatus de tekst had laten opschrijven, de synoptische evangeliën vermelden niet wie de auteur of opdrachtgever was. De hogepriesters protesteerden en vroegen de tekst te veranderen in: "Deze man heeft beweerd: Ik ben de koning van de Joden", maar Pilatus antwoordde daarop volgens Johannes: "Wat ik geschreven heb, dat heb ik geschreven", om aan te geven dat het eenmaal genomen besluit niet zou worden herroepen.

## Drie talen
Volgens Johannes 19:19-22 stond de tekst er in drie talen op (Hebreeuws, Latijn en Grieks) en was hij aangebracht in opdracht van Pontius Pilatus:
| Taal      | Tekst                                      | Transcriptie                                  |
| --------- | ------------------------------------------ | --------------------------------------------- |
| Grieks    | Ἰησοῦς ὁ Ναζωραῖος ὁ βασιλεὺς τῶν Ἰουδαίων | Iesous ho Nazoraios ho Basileus toon Ioudaion |
| Latijn    | Iesus Nazarenus, Rex Iudaeorum             |                                               |
| Hebreeuws | ישוע הנצרי מלך היהודים                     | Yeshua Hanozri Melech Hajehudim               |

## Varianten in de evangeliën
De evangeliën stemmen niet overeen welke tekst er nu precies op stond:
| Vindplaats     | Aanduiding                       | Tekst                                    | Originele tekst                              |
| -------------- | -------------------------------- | ---------------------------------------- | -------------------------------------------- |
| Matteüs 27:37  | "de aanklacht"                   | "Dit is Jezus, de koning van de Joden"   | ΟΥΤΟΣ* ΕΣΤΙΝ ΙΗΣΟΥΣ Ο* ΒΑΣΙΛΕΥΣ ΤΩΝ ΙΟΥΔΑΙΩΝ |
| Marcus 15:26   | "het opschrift met de aanklacht" | "De koning van de Joden"                 | Ο* ΒΑΣΙΛΕΥΣ ΤΩΝ ΙΟΥΔΑΙΩΝ                     |
| Lucas 23:38    | "een opschrift"                  | "Dit is de koning van de Joden"          | Ο* ΒΑΣΙΛΕΥΣ ΤΩΝ ΙΟΥΔΑΙΩΝ ΟΥΤΟΣ*              |
| Johannes 19:19 | "een inscriptie"                 | "Jezus uit Nazaret, koning van de Joden" | ΙΗΣΟΥΣ Ο* ΝΑΖΩΡΑΙΟΣ Ο* ΒΑΣΙΛΕΥΣ ΤΩΝ ΙΟΥΔΑΙΩΝ |